# Reichenbach (cráter)

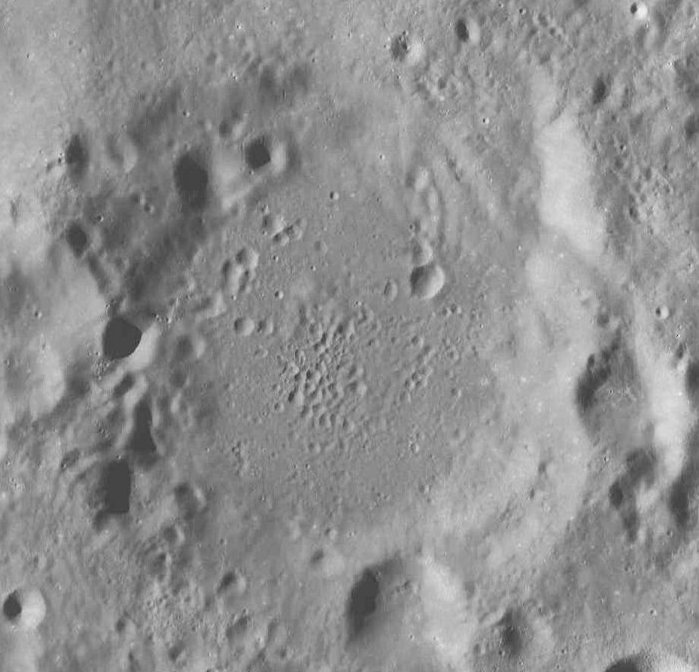
Fotografía de la misión LRO

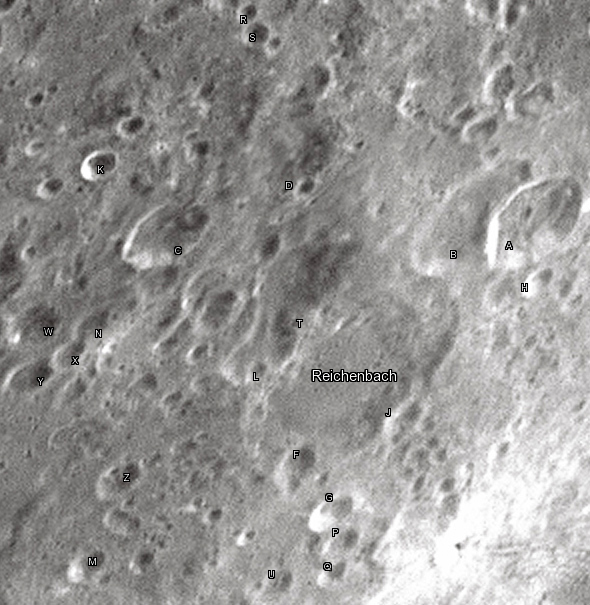
Vista oblicua del entorno del cráter

Reichenbach es un cráter situado en la escarpada zona suroriental de la cara visible de la Luna. Se encuentra al oeste-noroeste del prominente cráter Stevinus, y al oeste de Snellius.
|  |

El borde rugoso de este cráter ha sido muy desgastado por la erosión producida por sucesivos impactos. Es más ancho en el lado norte, y tiene una apariencia ligeramente distorsionada. Una serie de pequeños cráteres se encuentran sobre el brocal, incluyendo a Reichenbach F en el lado sur. El suelo interior, casi nivelado, casi carece de rasgos significativos, con tan solo un pequeño cráter cerca de la pared interior del noreste.

## Cráteres satélite
Por convención estos elementos son identificados en los mapas lunares poniendo la letra en el lado del punto medio del cráter que está más cerca de Reichenbach.
|             | \| Reichenbach \| Coordenadas \| Diámetro \| \| ----------- \| ----------------------------- \| -------- \| \| A \| 28°18′S 49°00′E / -28.3, 49.0 \| 34 km \| \| B \| 28°24′S 48°00′E / -28.4, 48.0 \| 44 km \| \| C \| 29°18′S 43°54′E / -29.3, 43.9 \| 27 km \| \| D \| 28°06′S 44°42′E / -28.1, 44.7 \| 35 km \| \| F \| 31°24′S 48°24′E / -31.4, 48.4 \| 15 km \| \| G \| 31°42′S 49°24′E / -31.7, 49.4 \| 15 km \| \| H \| 28°54′S 49°42′E / -28.9, 49.7 \| 10 km \| \| J \| 30°42′S 49°24′E / -30.7, 49.4 \| 15 km \| \| K \| 28°48′S 42°24′E / -28.8, 42.4 \| 11 km \| \| L \| 30°30′S 46°42′E / -30.5, 46.7 \| 8 km \| \| M \| 33°00′S 46°30′E / -33.0, 46.5 \| 13 km \| \| N \| 30°30′S 43°54′E / -30.5, 43.9 \| 14 km \| \| P \| 32°00′S 49°54′E / -32.0, 49.9 \| 12 km \| \| Q \| 32°24′S 50°12′E / -32.4, 50.2 \| 10 km \| \| R \| 26°54′S 42°54′E / -26.9, 42.9 \| 7 km \| \| S \| 27°06′S 43°06′E / -27.1, 43.1 \| 9 km \| \| T \| 29°18′S 45°42′E / -29.3, 45.7 \| 64 km \| \| U \| 32°42′S 49°30′E / -32.7, 49.5 \| 14 km \| \| W \| 30°42′S 43°06′E / -30.7, 43.1 \| 18 km \| \| X \| 30°54′S 43°54′E / -30.9, 43.9 \| 11 km \| \| Y \| 31°12′S 43°36′E / -31.2, 43.6 \| 16 km \| \| Z \| 31°54′S 46°00′E / -31.9, 46.0 \| 15 km \| |          |
| Reichenbach | Coordenadas | Diámetro |
| A           | 28°18′S 49°00′E / -28.3, 49.0 | 34 km    |
| B           | 28°24′S 48°00′E / -28.4, 48.0 | 44 km    |
| C           | 29°18′S 43°54′E / -29.3, 43.9 | 27 km    |
| D           | 28°06′S 44°42′E / -28.1, 44.7 | 35 km    |
| F           | 31°24′S 48°24′E / -31.4, 48.4 | 15 km    |
| G           | 31°42′S 49°24′E / -31.7, 49.4 | 15 km    |
| H           | 28°54′S 49°42′E / -28.9, 49.7 | 10 km    |
| J           | 30°42′S 49°24′E / -30.7, 49.4 | 15 km    |
| K           | 28°48′S 42°24′E / -28.8, 42.4 | 11 km    |
| L           | 30°30′S 46°42′E / -30.5, 46.7 | 8 km     |
| M           | 33°00′S 46°30′E / -33.0, 46.5 | 13 km    |
| N           | 30°30′S 43°54′E / -30.5, 43.9 | 14 km    |
| P           | 32°00′S 49°54′E / -32.0, 49.9 | 12 km    |
| Q           | 32°24′S 50°12′E / -32.4, 50.2 | 10 km    |
| R           | 26°54′S 42°54′E / -26.9, 42.9 | 7 km     |
| S           | 27°06′S 43°06′E / -27.1, 43.1 | 9 km     |
| T           | 29°18′S 45°42′E / -29.3, 45.7 | 64 km    |
| U           | 32°42′S 49°30′E / -32.7, 49.5 | 14 km    |
| W           | 30°42′S 43°06′E / -30.7, 43.1 | 18 km    |
| X           | 30°54′S 43°54′E / -30.9, 43.9 | 11 km    |
| Y           | 31°12′S 43°36′E / -31.2, 43.6 | 16 km    |
| Z           | 31°54′S 46°00′E / -31.9, 46.0 | 15 km    |